# Jost Friedrich Schäffer
Jost Friedrich Schäffer (auch Schäfer, Schefer oder Scheffer) (* vor 1642 vermutlich in Kirchheilingen; † 4. August 1723 in Eschwege) war ein deutscher Orgelbauer des Barock, der in Nordhessen wirkte.

## Leben
Schäffer stammte aus der Nähe von Langensalza und erlernte vermutlich bei seinem Vater Justus den Orgelbau. Vor 1667 war er Orgelbauer in Langensalza. Im Jahr 1677 ließ er sich im Zuge eines Orgelneubaus in Eschwege nieder und führte den thüringischen Orgelbau in Hessen ein. In Eschwege wurden zwei seiner Töchter getauft: am 13. Januar 1679 Beate Elisabeth und am 11. November 1680 Anna Rosina. Nachdem Schäffers Ehefrau Maria Juliana am 26. April 1684 gestorben war, heiratete er am 1. Dezember 1685 Elisabeth Margretha, Tochter von Bernhard Nagels aus Levern.
Sein Sohn Johann Friedrich Schäffer wurde ebenfalls Orgelbauer.

## Werkliste
| Jahr      | Ort                      | Kirche                 | Bild | Manuale | Register | Bemerkungen |
| --------- | ------------------------ | ---------------------- | ---- | ------- | -------- | --- |
| um 1670   | Bad Homburg vor der Höhe | Ev.-luth. Kirche       |      |         |          | nicht erhalten |
| 1677–1679 | Eschwege                 | Marktkirche St. Dionys |      | II/P    | 26       | mit Rückpositiv; 1906 abgebrochen, 1962 ersetzt; Prospekt im Knorpelstil erhalten                                                |
| 1682      | Rotenburg an der Fulda   | Jakobikirche           |      | II/P    | 15       | mit bemalten Zinnpfeifen im Prospekt; mehrfach umgebaut; 1962 durch Neubau von Dieter Noeske ersetzt, der drei Register übernahm |
| 1687      | Harmuthsachsen           |                        |      |         |          | 1788 erneuert und 1840 ersetzt; nicht erhalten                                                                                   |
| 1688      | Solz (Bebra)             |                        |      | I/P     | 8        | Neubau; im 19. Jahrhundert ersetzt                                                                                               |
| 1688–1692 | Bremen                   | Liebfrauenkirche       |      |         |          | Reparaturen; nicht erhalten |
| 1696      | Nentershausen (Hessen)   | Ev. Kirche             |      |         |          | Neubau, 1706 durch Schäffer repariert; 1929 ersetzt, Prospekt erhalten                                                           |
| 1712      | Göttingen                | St. Albani             |      | II/P    | 18       | Umbau der Orgel von Johann Siburg (1650); nicht erhalten                                                                         |